# Teorema de Green–Tao

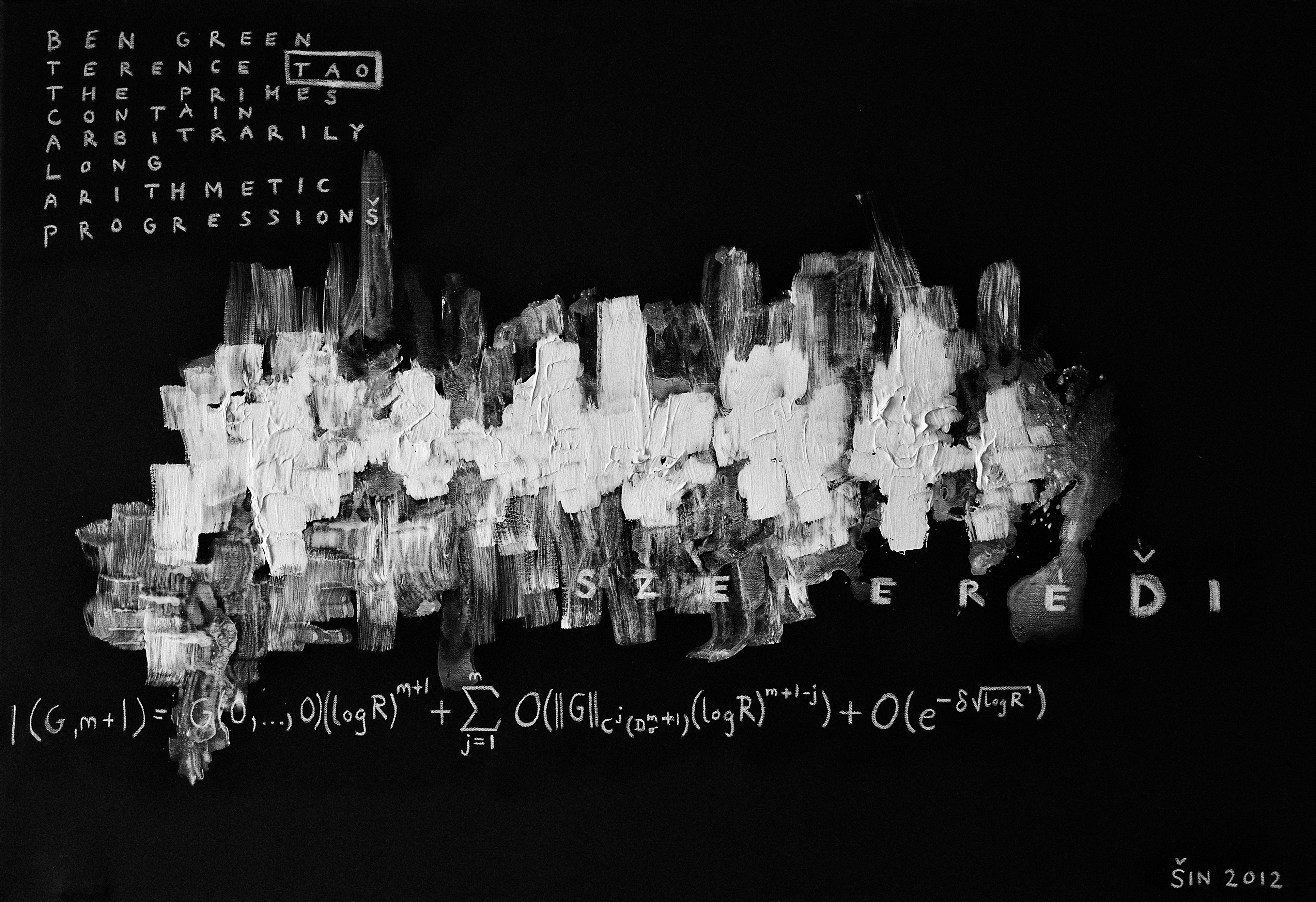
Impressão artística do Teorema de Green-Tao, por Oliver Sin

Na matemática, o teorema de Green-Tao, demonstrado por Ben Green e Terence Tao em 2004, afirma que a sequência de números primos contém progressões aritméticas arbitrariamente longas.  Em outras palavras, para cada número natural k, existe um progressão aritmética formada por k números primos. O Teorema de Green-Tao é um caso particular da conjectura de Erdős sobre progressões aritméticas.

## Generalizações
Em 2006, Tao e Tamar Ziegler generalizaram o resultado de forma a ser válido para progressões polinomiais. Mais precisamente, dados k polinômios de coeficientes inteiros, {\displaystyle \{P_{j}\}_{j=1}^{k}\,}, tais que {\displaystyle P_{j}(0)=0\,}, existem infinitos pares de inteiros {\displaystyle (x,m)\,} tais que {\displaystyle x+P_{j}(m)\,} são números primos.

## Construções
Dado que estes teoremas são de existência pura, eles não trazem qualquer informação sobre como encontrar tais seqüências. Em 18 de janeiro de 2007, Jaroslaw Wroblewski encontrou a primeira seqüência aritmética de primos com 24 termos:
468395662504823 + 205619 × 23# × n, for n = 0 to 23 (23# = 223092870).